# Walter Christie
John Walter Christie (ur. 6 maja 1865 w River Edge, zm. 11 stycznia 1944 w Falls Church) – amerykański inżynier i wynalazca.
Był pionierem w zastosowaniu przedniego napędu. W 1904 przyznano mu US Patent No. 761657 chroniący rozwiązania przedniego napędu samochodowego. Konstruował samochody wyścigowe i ciężarowe. W 1905 założył firmę Christie Direct Action Motor Car Company. Zasłynął jako konstruktor ciężkich dział wieżowych dla artylerii morskiej. W 1911 założył firmę samochodową Front Drive Company, która produkowała samochody przeznaczone do transportu sprzętu gaśniczego oraz samochody wojskowe. Opracował 8-calową haubicę samobieżną i 4,7 calową armatę przeciwlotniczą, które nie znalazły szerszego zastosowania. Znany z rewolucyjnego wynalazku - nowego typu zawieszenia i układu kierowania pojazdów gąsienicowych zwanego zawieszeniem Christiego zastosowanego w projekcie czołgu z 1928 roku. Zawieszenie to było stosowane w czołgach takich jak: T-34, T-34/85, A-20 itp. Rozwiązanie to zostało zakupione przez Polskę, ZSRR i Wielką Brytanię i posłużyło do skonstruowania wielu typów czołgów.